# Temnothorax affinis

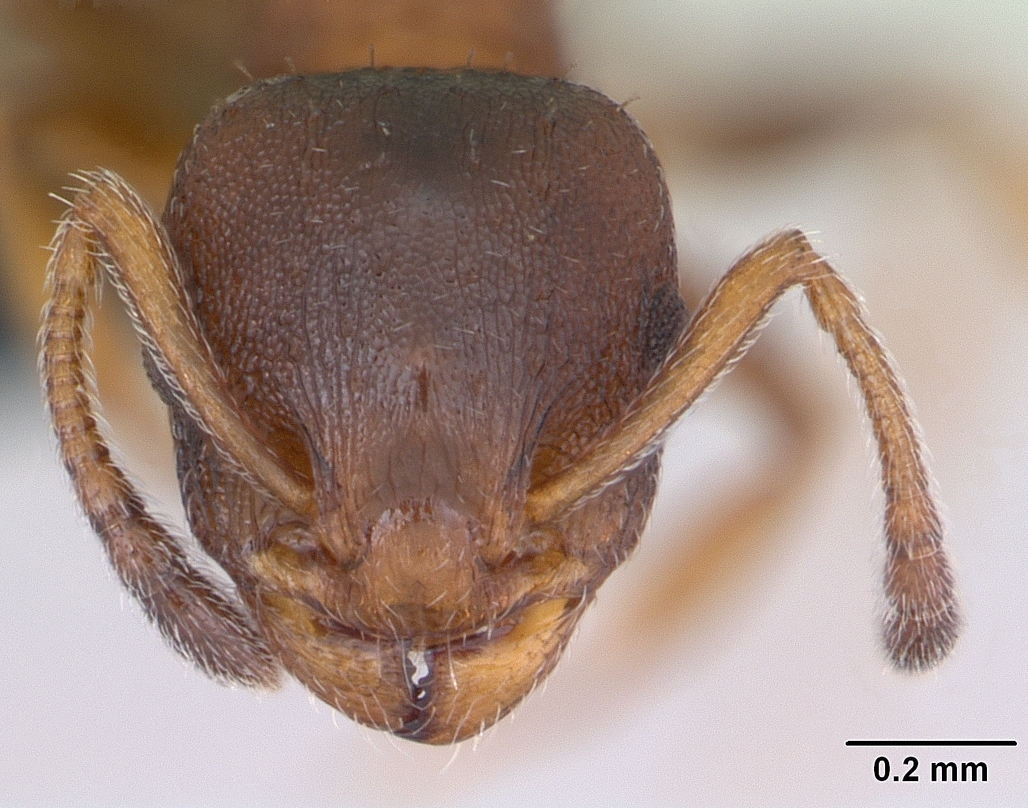
Голова рабочего муравья Temnothorax affinis

Temnothorax affinis (лат.) — вид мелких по размеру муравьёв трибы Crematogastrini из подсемейства Myrmicinae семейства Formicidae.

## Распространение
Европа.

## Описание
Мелкие желтовато-бурые муравьи (2-3 мм). Малочисленные семьи обитают в гнёздах, расположенных в подстилке и древесных остатках.

## Систематика
Вид Temnothorax affinis Mayr, 1855 был впервые описан в составе рода Leptothorax, где и находился почти 150 лет. В составе рода Temnothorax впервые обозначен в 2003 году (Bolton, 2003: 271).

### Синонимия
- Leptothorax affinis Mayr, 1855
- Leptothorax tuberoaffinis Bondroit
- Leptothorax tuberum tirolensis Gredler
- Leptothorax affinis tuberoaffinis Bondroit
- Leptothorax tirolensis Gredler